# Картографическая проекция

Пример картографической проекции — американская карта мира в проекции Меркатора

Картографи́ческая прое́кция — математически определённый способ отображения поверхности Земли (либо другого небесного тела, или в общем смысле, любой искривлённой поверхности) на плоскость карты.
Суть проекций связана с тем, что фигуру небесного тела (для Земли — геоид, для простоты обычно считаемый эллипсоидом вращения), не развёртываемую в плоскость, заменяют на другую фигуру, развёртываемую на плоскость. При этом с эллипсоида на другую фигуру переносят сетку параллелей и меридианов. Вид этой сетки бывает разный в зависимости от того, какой фигурой заменяется эллипсоид.
Проекция устанавливает однозначное соответствие между географическими координатами любой точки (широтой {\displaystyle B} и долготой {\displaystyle L}) и её прямоугольными координатами ({\displaystyle X} и {\displaystyle Y}) на карте. Уравнение проекций в общей форме выглядит предельно просто: {\displaystyle X={f_{1}}\left(B,L\right)}; {\displaystyle Y={f_{2}}\left(B,L\right)}.
Конкретные виды функций {\displaystyle f_{1}} и {\displaystyle f_{2}} часто выражены довольно сложными математическими зависимостями, их число бесконечно, и, следовательно, разнообразие картографических проекций практически неограниченно.
Применение тех или иных картографических проекций зависит от назначения карты, конфигурации и положения картографируемой области.

## Искажения
Исходная аксиома при изыскании любых картографических проекций состоит в том, что сферическую поверхность земного шара (эллипсоида, глобуса) нельзя развернуть на плоскости карты без искажений. Неизбежно возникают деформации — сжатия и растяжения, различные по величине и направлению.
В любой проекции существуют искажения, они бывают четырёх видов:
- искажения длин
- искажения углов
- искажения площадей
- искажения форм

На различных картах искажения могут быть различных размеров: на крупномасштабных они практически неощутимы, но на мелкомасштабных они бывают очень велики.

### Искажения длин
Искажение длин — базовое искажение, из которого логически вытекают остальные искажения. Причиной тому является невозможность развернуть поверхность эллипсоида (или шара) на плоскости без складок или разрывов. Искажение длин означает непостоянство масштаба плоского изображения, что проявляется в изменении масштаба от точки к точке, и даже в одной и той же точке в зависимости от направления.
Это означает, что на карте присутствует 2 вида масштаба:
- Главный, он на карте подписывается, но на самом деле это масштаб исходного эллипсоида, развёртыванием которого в плоскость карта и получена.
- Частный масштаб — их бесконечно много на карте, он меняется от точки к точке, и даже в одной точке он может быть разным в разных направлениях.

Для наглядного изображения частных масштабов вводят эллипс искажения.

### Искажения площадей
Искажения площадей логически вытекают из искажения длин. За характеристику искажения площадей принимают отклонение площади эллипса искажений от исходной площади на эллипсоиде.

### Искажения углов
Искажения углов логически вытекают из искажения длин. За характеристику искажений углов на карте принимают разность углов между направлениями на карте и соответствующими направлениями на поверхности эллипсоида.

### Искажения формы
Искажения формы — графическое изображение вытянутости эллипсоида.

## Классификация проекций по характеру искажений
По характеру искажений проекции делят на 4 группы:
- равноугольные проекции,
- равновеликие проекции,
- равнопромежуточные проекции,
- произвольные проекции.

### Равноугольные проекции
Равноугольные проекции — проекции без искажений углов. Весьма удобны для решения навигационных задач. Масштаб зависит только от положения точки и не зависит от направления. Угол на местности всегда равен углу на карте, линия, прямая на местности — прямая на карте. Главным примером данной проекции является цилиндрическая Проекция Меркатора (1569 г.), которая и в наши дни используется для морских навигационных карт.

### Равновеликие проекции

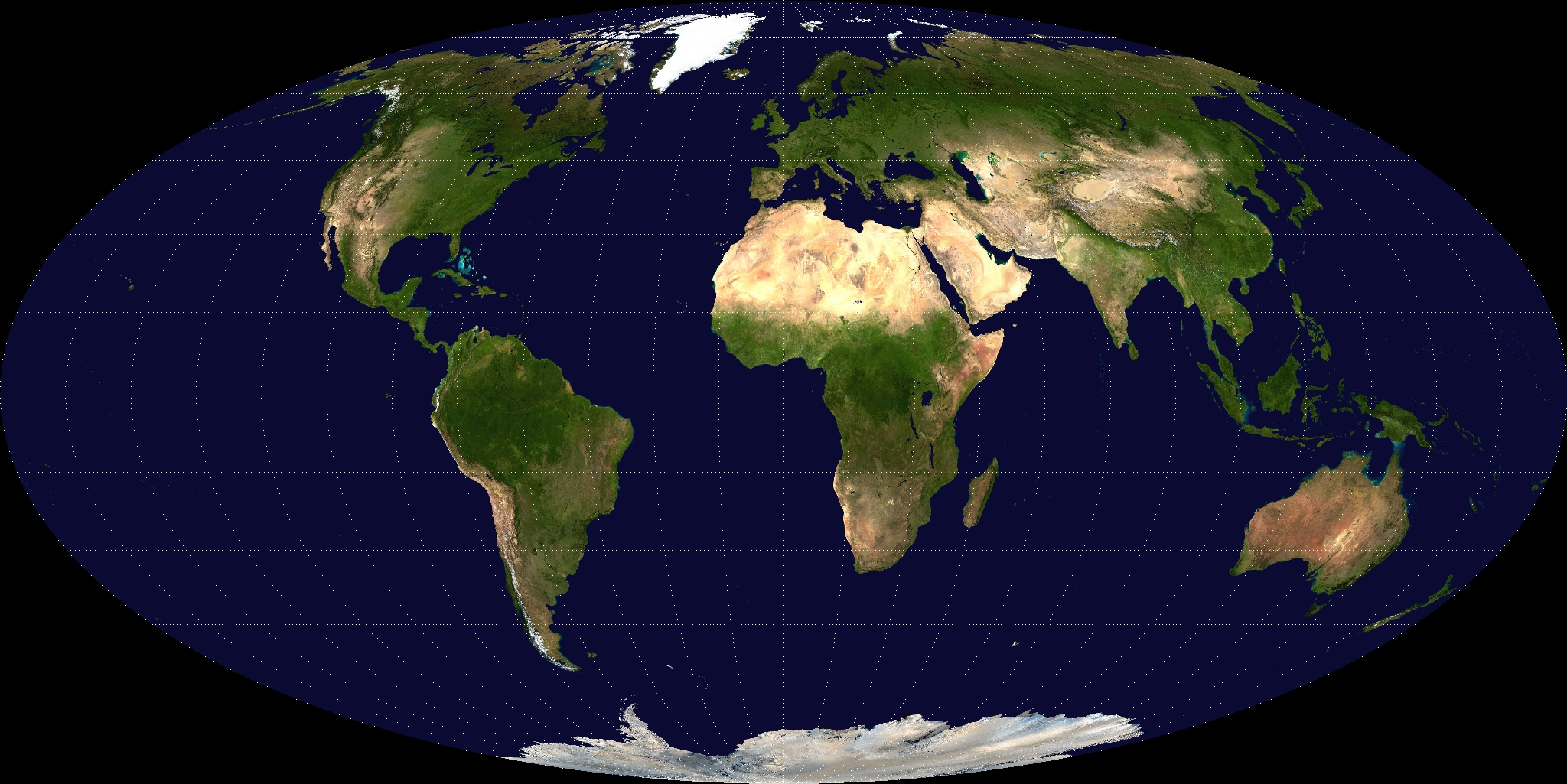
Равновеликая проекция.

В равновеликих проекциях отсутствуют искажения площадей, но при этом сильны искажения углов и форм, (материки в высоких широтах сплющиваются). В такой проекции изображаются экономические, почвенные и другие мелкомасштабные карты.

### Произвольные проекции
В произвольных проекциях имеются искажения и углов, и площадей, но в значительно меньшей степени, чем в равновеликих и равноугольных проекциях, поэтому они наиболее употребляемые.
Частным случаем произвольных проекций являются равнопромежуточные проекции, в которых сохраняются расстояния по некоторым выбранным направлениям: например, прямая азимутальная проекция, в которой правильно изображаются расстояния от полюса.
| Вид проекции                | Достоинства | Недостатки                                                                      | Примечание |
| --------------------------- | --- | ------------------------------------------------------------------------------- | --- |
| Равновеликие проекции       | Сохраняют площади без искажений | Значительно нарушены углы и формы, что особенно заметно для больших территорий. | Удобны для измерения площадей объектов. |
| Равноугольные проекции      | Оставляют без искажений углы и формы контуров                                                                                                | Значительные искажения площадей.                                                | Удобны для определения направлений и прокладки маршрутов по азимуту.                                                                       |
| Равнопромежуточные проекции | В них без искажений остаётся одно из главных направлений                                                                                     | Присутствуют искажения площадей и углов, но они как бы уравновешиваются.        | Соответственно различают по меридианам (без искажения остаётся масштаб по меридианам) и по параллели (постоянный масштаб вдоль параллели). |
| Произвольные проекции       | При построении можно найти наиболее выгодное для каждого конкретного случая распределение искажений, достигая как бы некоторого компромисса. | В произвольных соотношениях искажаются и площади, и углы (формы).               | Например, можно выбрать проекции с минимальными искажениями в центральной части карты, «сбрасывая» все искажения растяжения по краям.      |

## Классификация проекций по виду вспомогательной поверхности, используемой при переходе от эллипсоида или шара к карте

### Цилиндрические проекции
В прямых цилиндрических проекциях параллели и меридианы изображаются двумя семействами параллельных прямых линий, перпендикулярных друг другу. Таким образом задаётся прямоугольная сетка цилиндрических проекций. 
Промежутки между меридианами пропорциональны разностям долгот. Промежутки между параллелями определяются принятым характером изображения или способом проектирования точек земной поверхности на боковую поверхность цилиндра. Из определения проекций следует, что их сетка меридианов и параллелей ортогональна. Цилиндрические проекции можно рассматривать как частный случай конических, когда вершина конуса в бесконечности.
По свойствам изображения проекции могут быть равноугольными, равновеликими и произвольными. Применяются прямые, косые и поперечные цилиндрические проекции в зависимости от расположения изображаемой области. В косых и поперечных проекциях меридианы и параллели изображаются различными кривыми, но средний меридиан проекции, на котором располагается полюс косой системы, всегда прямой.
Существуют разные способы образования цилиндрических проекций. Наглядным представляется проектирование земной поверхности на боковую поверхность цилиндра, которая затем развёртывается на плоскости. Цилиндр может быть касательным к земному шару или секущим его. В первом случае длины сохраняются по экватору, во втором — по двум стандартным параллелям, симметричным относительно экватора.
Цилиндрические проекции применяются при составлении карт мелких и крупных масштабов — от общегеографических до специальных. Так, например, аэронавигационные маршрутные полётные карты чаще всего составляются в косых и поперечных цилиндрических равноугольных проекциях (на шаре).
В прямых цилиндрических проекциях одинаково изображаются одни и те же участки земной поверхности вдоль линии разреза — по восточной и западной рамкам карты (дублируемые участки карты) и обеспечивается удобство чтения по широтным поясам (например, на картах растительности, осадков) или по меридиональным зонам (например, на картах часовых поясов).
Косые цилиндрические проекции при широте полюса косой системы, близкой к полярным широтам, имеют географическую сетку, дающую представление о сферичности земного шара. С уменьшением широты полюса кривизна параллелей увеличивается, а их протяжение уменьшается, поэтому уменьшаются и искажения (эффект сферичности).
В прямых проекциях полюс показывается прямой линией, по длине, равной экватору, но в некоторых из них (проекции Меркатора, Уэтча) полюс изобразить невозможно. Полюс представляется точкой в косых и поперечных проекциях. При ширине полосы до 4,5° можно использовать касательный цилиндр, при увеличении ширины полосы следует применять секущий цилиндр, то есть вводить редукционный коэффициент.

### Конические проекции
По характеру искажений конические проекции могут быть различными. Наибольшее распространение получили равноугольные и равнопромежуточные проекции.
Образование конических проекций можно представить как проектирование земной поверхности на боковую поверхность конуса, определённым образом ориентированного относительно земного шара (эллипсоида).
В прямых конических проекциях оси земного шара и конуса совпадают. При этом конус берётся или касательный, или секущий.
После проектирования боковая поверхность конуса разрезается по одной из образующих и развёртывается в плоскость. При проектировании по методу линейной перспективы получаются перспективные конические проекции, обладающие только промежуточными свойствами по характеру искажений.
В зависимости от размеров изображаемой территории в конических проекциях принимаются одна или две параллели, вдоль которых сохраняются длины без искажений. Одна параллель (касательная) принимается при небольшом протяжении по широте; две параллели (секущие) — при большом протяжении для уменьшения уклонений масштабов от единицы. В литературе их называют стандартными параллелями.

### Азимутальные проекции
В азимутальных проекциях параллели изображаются концентрическими окружностями, а меридианы — пучком прямых, исходящих из центра
Углы между меридианами проекции равны соответствующим разностям долгот. Промежутки между параллелями определяются принятым характером изображения (равноугольным или другим) или способом проектирования точек земной поверхности на картинную плоскость.
Нормальная сетка азимутальных проекций ортогональна. Их можно рассматривать как частный случай конических проекций.
Применяются прямые, косые и поперечные азимутальные проекции, что определяется широтой центральной точки проекции, выбор которой зависит от расположения территории. Меридианы и параллели в косых и поперечных проекциях изображаются кривыми линиями, за исключением среднего меридиана, на котором находится центральная точка проекции. В поперечных проекциях прямой изображается также экватор: он является второй осью симметрии.
В зависимости от искажений, азимутальные проекции подразделяются на равноугольные, равновеликие и с промежуточными свойствами. В проекции масштаб длин может сохраняться в точке или вдоль одной из параллелей (вдоль альмукантарата). В первом случае предполагается касательная картинная плоскость, во втором — секущая. В прямых проекциях формулы даются для поверхности эллипсоида или шара (в зависимости от масштаба карт), в косых и поперечных — только для поверхности шара.
Азимутальную равноугольную проекцию называют также стереографической. Она получается проведением лучей из некоторой фиксированной точки поверхности Земли на плоскость, касательную к поверхности Земли в противолежащей точке.
Особый вид азимутальной проекции — гномоническая. Она получается проведением лучей из центра Земли к некоторой касательной к поверхности Земли плоскости. Гномоническая проекция не сохраняет ни площадей, ни углов, но зато на ней кратчайший путь между любыми двумя точками (то есть дуга большого круга) всегда изображается прямой линией; соответственно меридианы и экватор на ней изображаются прямыми линиями.

### Псевдоконические проекции
В псевдоконических проекциях параллели изображаются дугами концентрических окружностей, один из меридианов, называемый средним — прямой линией, а остальные — кривыми, симметричными относительно среднего.
Примером псевдоконической проекции может служить равновеликая псевдоконическая проекция Бонне.

### Псевдоцилиндрические проекции
В псевдоцилиндрических проекциях все параллели изображаются параллельными прямыми, средний меридиан — прямой линией, перпендикулярной параллелям, а остальные меридианы — кривыми. Причём средний меридиан является осью симметрии проекции.

### Поликонические проекции
В поликонических проекциях экватор изображается прямой, а остальные параллели изображаются дугами эксцентрических окружностей. Меридианы изображаются кривыми, симметричными относительно центрального прямого меридиана, перпендикулярного экватору.
Кроме вышеперечисленных встречаются и другие проекции, не относящиеся к указанным видам.